# 브라이언 마셜

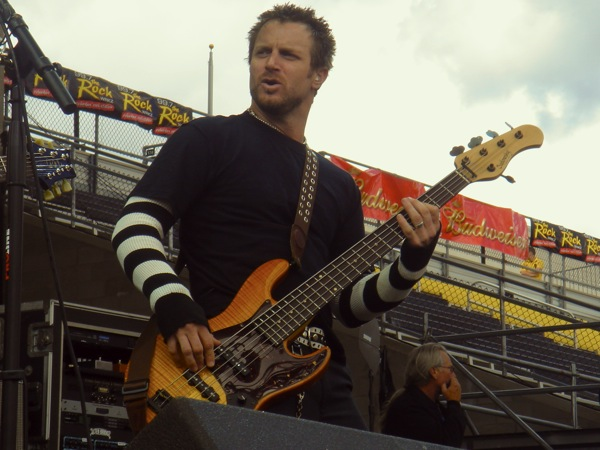
2008년

브라이언 오브레이 마셜(영어: Brian Aubrey Marshall, 1973년 4월 24일 ~ )은 미국의 음악가이자 작곡가이다.
마셜은 크리드 해체 전 탈퇴했으나(라디오에서 펄 잼의 보컬과 크리드의 보컬을 비교하는 발언이 빌미), 크리드 해체 이후에 마크 트레몬티와 드러머인 스콧 필립스가 얼터 브리지에 합류해달라고 개인적으로 부탁하여 들어왔다고 한다.
마크 트레몬티와 스콧 필립스는 4년 전보다 달라진 그의 모습에 주목하게 되었는데, 마셜은 4년 전보다 머리를 길렀고, 음악을 더 갈고 닦았다고 한다.
마셜은 처음에 4줄짜리 펜더 재즈 베이스를 사용했으나 나중에 5줄짜리 쉐도우스키(Sadowsky) 커스텀 베이스로 바꿔 연주했다.
마셜이 처음 베이스를 연주하게 된 일화가 있는데, 마셜이 그의 아버지의 드럼세트를 몇 번이고 부숴버린 나머지 아버지가 베이스를 사주었다고 한다.
가장 좋아하는 앨범은 2112 (러시),Angel Dust (페이스 노 모어), 1984 (밴 헤일런), Master of Puppets (메탈리카), Houses of the Holy (레드 제플린)라고 한다.